# Lista de tenistas número 1 do Brasil (duplas masculinas)
O tênis nunca foi um dos esportes mais tradicionais do Brasil, ainda assim tenistas brasileiros já conquistaram 3 vezes torneios de Grand Slam, em duplas.
A primeira conquista veio com o mineiro Bruno Soares, em 2016, que foi campeão do Australian Open. Ainda nesse ano, Soares também conquistou US Open.
No ano seguinte, 2017, foi a vez de outro mineiro triunfar em um Grans Slam. Desta vez, Marcelo Melo conquistou Wimbledon.
A seguir é apresentada a lista de brasileiros que lideraram o Ranking Nacional Masculino de Duplas desde a criação do Ranking Mundial da ATP, em 1973; entretanto, um brasileiro só foi aparecer no ranking no ano de 1983, sendo este, o paulista Cássio Motta.

## Número 1 do ranking brasileiro
| Ano  | Líder do Ranking  | # Ranking Mundial |
| ---- | ----------------- | ----------------- |
| 1983 | Cássio Motta      | 13                |
| 1984 | Cássio Motta      | 58                |
| 1985 | Carlos Kirmayr    | 75                |
| 1986 | Ricardo Acioly    | 52                |
| 1987 | Luiz Mattar       | 86                |
| 1988 | Danilo Marcelino  | 104               |
| 1989 | Cássio Motta      | 52                |
| 1990 | Cássio Motta      | 38                |
| 1991 | Jaime Oncins      | 50                |
| 1992 | Cássio Motta      | 67                |
| 1993 | Jaime Oncins      | 86                |
| 1994 | Marcelo Saliola   | 129               |
| 1995 | Gustavo Kuerten   | 178               |
| 1996 | Gustavo Kuerten   | 140               |
| 1997 | Fernando Meligeni | 44                |
| 1998 | Fernando Meligeni | 77                |
| 1999 | Jaime Oncins      | 49                |
| 2000 | Jaime Oncins      | 33                |
| 2001 | Jaime Oncins      | 71                |
| 2002 | André Sá          | 69                |
| 2003 | André Sá          | 72                |
| 2004 | André Sá          | 76                |
| 2005 | Marcos Daniel     | 102               |
| 2006 | André Sá          | 69                |
| 2007 | André Sá          | 28                |
| 2008 | Marcelo Melo      | 19                |
| 2009 | Bruno Soares      | 22                |
| 2010 | Bruno Soares      | 35                |
| 2011 | Bruno Soares      | 19                |
| 2012 | Marcelo Melo      | 18                |
| 2013 | Bruno Soares      | 3                 |
| 2014 | Marcelo Melo      | 6                 |
| 2015 | Marcelo Melo      | 1                 |
| 2016 | Bruno Soares      | 3                 |
| 2017 | Marcelo Melo      | 1                 |
| 2018 | Bruno Soares      | 7                 |
| 2019 | Marcelo Melo      | 7                 |
| 2020 | Bruno Soares      | 7                 |
| 2021 | Bruno Soares      | 16                |
| 2022 | Rafael Matos      | 27                |
| 2023 | Marcelo Melo      | 47                |
| 2024 | Rafael Matos      | 36                |

## Melhores colocações no ranking mundial
Considerando apenas os tenistas brasileiros que conseguiram estar entre os 50 melhores do mundo.
- Atualizado em 21/11/2022

| #   | Brasileiros       | Melhor posição | Quando atingiu a marca |
| --- | ----------------- | -------------- | ---------------------- |
| 1.  | Marcelo Melo      | 1              | 2 de novembro de 2015  |
| 2.  | Bruno Soares      | 2              | 17 de outubro de 2016  |
| 3.  | Cássio Motta      | 4              | 26 de setembro de 1983 |
| 4.  | Carlos Kirmayr    | 6              | 24 de outubro de 1983  |
| 5.  | André Sá          | 17             | 2 de fevereiro de 2009 |
| 6.  | Jaime Oncins      | 22             | 10 de julho de 2000    |
| 7.  | Rafael Matos      | 27             | 14 de novembro de 2022 |
| 8.  | Fernando Meligeni | 34             | 3 de novembro de 1997  |
| 9.  | Marcelo Demoliner | 34             | 27 de novembro de 2017 |
| 10. | Gustavo Kuerten   | 38             | 13 de outubro de 1997  |
| 11. | Ricardo Acioly    | 46             | 27 de outubro de 1986  |
| 12. | João Soares       | 49             | 28 de abril de 1980    |

## Títulos brasileiros no ATP
| Tenista               | #  | Títulos |
| --------------------- | -- | --- |
| Carlos Fernandes      | 1  | 1968: Barcelona Open |
| Thomaz Koch           | 3  | 1971: Macon Open / 1971: Caracas Open / 1975: Turkey Open |
| José Edison Mandarino | 1  | 1971: Caracas Open |
| Carlos Kirmayr        | 10 | 1976: Aberto de Madri / 1976: ATP Florence / 1976: Argentina Open / 1979: ATP Berlim / 1979: Madrid Tennis Grand Prix / 1980: International Tennis Championships of Colombia / 1982: ATP Venice / 1982: Cologne Grand Prix / 1982: ATP São Paulo / 1983: Lisboa Open |
| Cássio Motta          | 10 | 1979: Madrid Tennis Grand Prix / 1982: ATP Venice / 1982: ATP São Paulo / 1983: Lisboa Open / 1983: World Pro Championships / 1983: ATP de Washington / 1985: ATP Marbella / 1987: Aberto do Guarujá / 1989: Aberto de Gstaad / 1991: Madrid Tennis Grand Prix |
| João Soares           | 3  | 1981: Argentina Open / 1982: Aberto de Itaparica / 1983: Aberto da Bahia |
| Marcos Hocevar        | 1  | 1981: Argentina Open |
| Givaldo Barbosa       | 3  | 1982: Aberto de Itaparica / 1983: Aberto da Bahia / 1985: Madrid Tennis Grand Prix |
| Ivan Kley             | 1  | 1985: Madrid Tennis Grand Prix |
| Ricardo Acioly        | 3  | 1986: Viena Open / 1987: Genebra Open / 1989: Aberto do Guarujá |
| Luiz Mattar           | 5  | 1987: Aberto do Guarujá / 1987: Genebra Open / 1991: Wellington Classic / 1992: ATP Florence / 1994: ATP Montevideo |
| Dácio Campos          | 1  | 1989: Aberto do Guarujá |
| Fernando Roese        | 1  | 1990: Aberto de Itaparica |
| Mauro Menezes         | 1  | 1990: Aberto de Itaparica |
| Jaime Oncins          | 5  | 1991: Banespa Open / 1993: Aberto de Acapulco / 1999: ATP de Casablanca / 1999: Aberto de Merano / 1999: Aberto de Stuttgart |
| Gustavo Kuerten       | 8  | 1996: Chile Open / 1997: Estoril Open / 1997: Bologna Outdoor / 1997: Aberto de Stuttgart / 1998: Aberto de Gstaad / 1999: Aberto de Adelaide / 2000: Chile Open / 2001: Aberto de Acapulco |
| Fernando Meligeni     | 7  | 1996: Chile Open / 1997: Estoril Open / 1997: Bologna Outdoor / 1997: Aberto de Stuttgart / 1998: Bancolombia Open / 1998: Aberto de Gstaad / 1999: ATP de Casablanca |
| André Sá              | 11 | 2001: Hong Kong Open / 2007: Estoril Open / 2008: Brasil Open / 2008: ATP de Pörtschach / 2008: ATP de New Haven / 2009: ATP de Kitzbühel / 2011: ATP de Metz / 2015: Argentina Open / 2015: Nottingham Open / 2015: Croácia Open / 2017: Brasil Open |
| Antônio Prieto        | 1  | 2000: Chile Open |
| Daniel Melo           | 1  | 2001: Brasil Open |
| Flávio Saretta        | 1  | 2004: Croácia Open |
| Marcelo Melo          | 39 | 2007: Estoril Open / 2008: Aberto de Adelaide / 2008: Brasil Open / 2008: ATP de Pörtschach / 2008: ATP de New Haven / 2009: ATP de Kitzbühel / 2010: ATP de Nice / 2011: Chile Open / 2011: Brasil Open / 2012: Aberto da Suécia / 2013: ATP de Brisbane / 2013: Shanghai Masters / 2014: Auckland Open / 2015: Aberto de Acapulco / 2015: Roland Garros / 2015: Japan Open / 2015: Shanghai Masters / 2015: Viena Open / 2015: Paris Masters / 2016: Toronto Masters / 2016: Cincinnati Masters / 2016: Viena Open / 2017: Miami Masters / 2017: Madri Masters / 2017: ATP de 's-Hertogenbosch / 2017: Halle Open / 2017: Wimbledon / 2017: Paris Masters / 2018: Sydney International / 2018: Halle Open / 2018: China Open / 2018: Shanghai Masters / 2019: Winston-Salem Open / 2020: Aberto de Acapulco / 2020: Viena Open / 2022: Japan Open / 2023: Halle Open / 2024: Aberto de Stuttgart / 2025: Rio Open |
| Bruno Soares          | 35 | 2008: Nottingham Open / 2009: Aberto da Suécia / 2010: ATP de Nice / 2011: Chile Open / 2011: Brasil Open / 2012: Brasil Open / 2012: Malaysian Open / 2012: Japan Open / 2012: Aberto da Suécia / 2012: Valencia Open / 2013: Auckland Open / 2013: Brasil Open / 2013: Barcelona Open / 2013: Eastbourne International / 2013: Montreal Masters / 2013: Valencia Open / 2014: Queen's Club Championships / 2014: Toronto Masters / 2015: ATP de Munique / 2015: ATP da Basileia / 2016: Sydney International / 2016: Australian Open / 2016: US Open / 2017: Aberto de Acapulco / 2017: Aberto de Stuttgart / 2017: Queen's Club Championships / 2018: Aberto de Acapulco / 2018: ATP de Washington / 2018: Cincinnati Masters / 2019: Sydney International / 2019: Aberto de Stuttgart / 2019: Shanghai Masters / 2020: US Open / 2021: Great Ocean Road Open / 2021: St. Petersburg Open                        |
| Thomaz Bellucci       | 1  | 2013: Aberto de Stuttgart |
| Rogério Dutra Silva   | 1  | 2017: Brasil Open |
| Marcelo Demoliner     | 5  | 2018: Antália Open / 2019: ATP de Moscou / 2020: Córdoba Open / 2021: Aberto de Stuttgart / 2023: Grand Prix Hassan II |
| Rafael Matos          | 9  | 2021: Córdoba Open / 2022: Chile Open / 2022: Grand Prix Hassan II / 2022: Mallorca Championships / 2022: Sweedish Open / 2022: Sofia Open / 2024: Rio Open / 2024: Aberto de Stuttgart / 2024: Sweedish Open / 2025: Rio Open |
| Felipe Meligeni Alves | 2  | 2021: Córdoba Open / 2022: Chile Open |
| Fernando Romboli      | 2  | 2021: Croatia Open / 2025: ATP de Houston |
| Orlando Luz           | 1  | 2024: Sweedish Open |

## Estatísticas
| Tenista              | # de Títulos |
| -------------------- | ------------ |
| Łukasz Kubot         | 15           |
| Jamie Murray         | 13           |
| Alexander Peya       | 12           |
| Ivan Dodig           | 6            |
| David Vega Hernández | 5            |
| Colin Dibley         | 2            |
| Matwé Middelkoop     | 2            |
| Raven Klaasen        | 2            |
| Kevin Ullyett        | 2            |
| Marcelo Filippini    | 2            |
| Andrés Gómez         | 2            |
| Mark Dickson         | 2            |
| Mate Pavić           | 2            |
| Santiago Gonzalez    | 2            |
| John Peers           | 2            |
| Martín García        | 1            |
| Enzo Artoni          | 1            |
| Chris Guccione       | 1            |
| Leonardo Lavalle     | 1            |
| Daniel Orsanic       | 1            |
| Lucas Arnold Ker     | 1            |
| Clark Graebner       | 1            |
| Facundo Bagnis       | 1            |
| Gustavo Luza         | 1            |
| Eduardo Mandarino    | 1            |
| Jarkko Nieminen      | 1            |
| Máximo González      | 1            |
| José Acasuso         | 1            |
| Tito Vázquez         | 1            |
| Karsten Braasch      | 1            |
| Tommy Robredo        | 1            |
| Julian Knowle        | 1            |
| Colin Fleming        | 1            |
| Wojciech Fibak       | 1            |
| Nicolás Pereira      | 1            |
| Ivan Lendl           | 1            |
| Álvaro Fillol        | 1            |
| José Luis Damiani    | 1            |
| Nicolás Lapentti     | 1            |
| Luis Lobo            | 1            |
| Todd Witsken         | 1            |
| Eric Butorac         | 1            |
| Patricio Rodriguez   | 1            |
| Donald Johnson       | 1            |
| Mackenzie McDonald   | 1            |
| Andrea Vavassori     | 1            |
| Nicolás Barrientos   | 1            |
| John-Patrick Smith   | 1            |

| País           | # de Títulos |
| -------------- | ------------ |
| Brasil         | 15           |
| Alemanha       | 13           |
| Estados Unidos | 12           |
| Espanha        | 11           |
| Austrália      | 8            |
| China          | 6            |
| México         | 6            |
| Reino Unido    | 6            |
| Argentina      | 6            |
| Áustria        | 6            |
| Itália         | 5            |
| França         | 5            |
| Suíça          | 4            |
| Chile          | 4            |
| Suécia         | 4            |
| Nova Zelândia  | 3            |
| Portugal       | 3            |
| Croácia        | 3            |
| Canadá         | 3            |
| Japão          | 3            |
| Marrocos       | 3            |
| Turquia        | 2            |
| Rússia         | 2            |
| Colômbia       | 2            |
| Malásia        | 1            |
| Países Baixos  | 1            |
| Uruguai        | 1            |
| Venezuela      | 1            |
| Bulgária       | 1            |